# Африканские карликовые хамелеоны
Африканские карликовые хамелеоны (лат. Rhampholeon) — род ящериц из семейства хамелеонов.

## Описание
Внешне сходны с брукезиями, от которых отличаются некоторыми особенностями в строении головы и конечностей.
Распространены в Тропической Африке. Ведут полудревесный образ жизни.

## Классификация
Род включает 19 видов:
- Rhampholeon acuminatus
- Rhampholeon beraduccii
- Rhampholeon boulengeri
- Rhampholeon bruessoworum
- Rhampholeon chapmanorum
- Rhampholeon gorongosae
- Rhampholeon hattingh
- Rhampholeon marshalli — хамелеон Маршалла
- Rhampholeon maspictus
- Rhampholeon moyeri
- Rhampholeon nchisiensis
- Rhampholeon nebulauctor
- Rhampholeon platyceps — плоскоголовый хамелеон
- Rhampholeon spectrum
- Rhampholeon spinosus
- Rhampholeon temporalis
- Rhampholeon tilburyi
- Rhampholeon uluguruensis
- Rhampholeon viridis